# 1674
| [ Edytuj tabelę ]              | |
| Król Polski                    | - 1668 Michał Korybut Wiśniowiecki 1674 - 1674 Jan III Sobieski 1696                                                                           |
| Współksiążęta Andory           | - 1670 Pere de Copons i de Teixidor 1681 - 1643 Ludwik XIV 1715                                                                                |
| Król Anglii i Szkocji          | - 1660 Karol II 1685 |
| Elektor Bawarii                | - 1651 Ferdynand Maria 1679 |
| Elektor Brandenburgii          | - 1640 Fryderyk Wilhelm 1688 |
| Sułtan Brunei                  | - 1673 Muhyiddin 1690 |
| Cesarz Chin                    | - 1661 Kangxi 1722 |
| Król Czech                     | - 1657 Leopold I Habsburg 1705 |
| Król Danii                     | - 1670 Chrystian V 1699 |
| Dalajlama                      | - 1617 Lobsang Gjaco 1682 |
| Cesarz Etiopii                 | - 1667 Jan I 1682 |
| Król Francji                   | - 1643 Ludwik XIV 1715 |
| Król Hiszpanii                 | - 1665 Karol II 1700 |
| Landgraf Hesji-Kassel          | - 1670 Karol I Heski 1730 |
| Stadhouder Holandii            | - 1672 Wilhelm III Orański 1702 |
| Szach Iranu                    | - 1666 Safi II 1694 |
| Państwo Wielkich Mogołów       | - 1658 Aurangzeb 1707 |
| Król Irlandii                  | - 1660 Karol II Stuart 1685 |
| Cesarz Japonii                 | - 1663 Reigen 1687 |
| Kalif                          | - 1648 Mehmed IV 1687 |
| Patriarcha Konstantynopola     | - 1673 Gerazym II 1674 |
| Władca Korei                   | - 1659 Hyŏnjong 1674 - 1674 Sukjong 1720 |
| Książę Kurlandii i Semigalii   | - 1642 Jakub Kettler 1682 |
| Książę Liechtensteinu          | - 1627 Karol Euzebiusz 1684 |
| Sułtan Maroka                  | - 1672 Maulaj Isma’il 1727 |
| Książę Monako                  | - 1662 Ludwik I 1702 |
| Król Nawarry                   | - 1643 Ludwik XIV 1710 |
| Król Norwegii                  | - 1670 Chrystian V 1699 |
| Sułtan Omanu                   | - 1649 Sultan I ibn Sajf 1688 |
| Elektor Palatynatu             | - 1648 Karol I Ludwik 1680 |
| Papież                         | - 1670 Klemens X 1676 |
| Książę Parmy i Piacenzy        | - 1646 Ranuccio II 1694 |
| Król Portugalii                | - 1656 Alfons VI 1683 |
| Książę w Prusach               | - 1640 Fryderyk Wilhelm Wielki Elektor 1688 |
| Car Rosji                      | - 1645 Aleksy I 1676 |
| Cesarz Rzymski (niemiecki)     | - 1658 Leopold I Habsburg 1705 |
| Kapitanowie Regenci San Marino | - 1673 Giambattista Tosini Francesco Angeli 1674 - 1674 Francesco Maccioni Francesco Loli 1674 - 1674 Marc'Antonio Gozi Innocenzo Bonelli 1675 |
| Elektor Saksonii               | - 1656 Jan Jerzy II Wettyn 1680 |
| Król Szwecji                   | - 1660 Karol XI 1697 |
| Król Tajlandii                 | - 1656 Narai 1688 |
| Sułtan Turków                  | - 1648 Mehmed IV 1687 |
| Doża Wenecji                   | - 1659 Domenico Contarini 1674 - 1674 Nicolò Sagredo 1676                                                                                      |
| Król Węgier                    | - 1655 Leopold I 1705 |
| Książęta Wirtembergii          | - 1628 Eberhard III 1674 - 1674 Wilhelm Ludwik 1677                                                                                            |

Rok 1674 / MDCLXXIV
stulecia: XVI wiek ~
XVII wiek ~
XVIII wiek

lata: 1664 «
1669 «
1670 «
1671 «
1672 «
1673 «
1674
» 1675
» 1676
» 1677
» 1678
» 1679
» 1684

## Wydarzenia w Polsce
- 13 marca – porażka trzech koronnych chorągwi pancernych w starciu z Tatarami w potyczce pod Bilczami[1]
- 21 maja – Jan Sobieski został wybrany przez szlachtę na króla Polski.
- 6 października – w Krakowie został wydany zbiór utworów Wespazjana Kochowskiego Niepróżnujące próżnowanie.
- 12 listopada – kapitulacja Turków w Barze przed wojskami Jana Sobieskiego.
- 18 listopada – Jan Sobieski zdobył Bar.

## Wydarzenia na świecie
- 19 lutego – trzecia wojna angielsko-holenderska: podpisano pokój westminsterski.
- 12 marca – wojska moskiewskie rozbiły Kozaków w bitwie pod Lisianką.
- 16 czerwca – wojna Francji z koalicją hiszpańsko-austriacko-lotaryńską: zwycięstwo wojsk francuskich nad wojskami austriackimi w bitwie pod Sinsheim.
- 19 czerwca – zwycięstwo wojsk moskiewskich nad kozackimi w bitwie pod Śmiałą.
- 20 lipca – wojna rosyjsko-turecka: zwycięstwo wojsk moskiewskich w bitwie pod Rusawą.
- 11 sierpnia – wojna Francji z koalicją hiszpańsko-austriacko-lotaryńską: bitwa pod Seneffe.
- 4 października – wojna Francji z koalicją hiszpańsko-austriacko-lotaryńską: nierozstrzygnięta bitwa pod Enzheim.
- 10 listopada – na mocy traktatu westminsterskiego Holandia odstąpiła Anglii Nową Holandię.
- 29 grudnia – wojna Francji z koalicją hiszpańsko-austriacko-lotaryńską: zwycięstwo wojsk francuskich w bitwie pod Miluzą.

## Urodzili się
- 2 sierpnia – Filip II Orleański, książę Chartres, książę orleański, regent Francji w imieniu Ludwika XV

- data dzienna nieznana: 
  - Aleksander Antoni Fredro, polski duchowny katolicki, biskup przemyski (zm. 1734)

## Zmarli
- 12 stycznia – Giacomo Carissimi, włoski kompozytor (ur. ok. 1605)
- 2 lipca – Eberhard III, książę Wirtembergii (ur. 1614)
- 12 sierpnia – Philippe de Champaigne, francuski malarz doby baroku (ur. 1602)
- październik – Robert Herrick, angielski poeta i duchowny
- 27 października – Hallgrímur Pétursson, islandzki duchowny i poeta (ur. 1614)
- 8 listopada – John Milton, poeta angielski i republikański działacz polityczny (ur. 1608)
- 27 listopada – Franciscus van der Enden, holenderski myśliciel polityczny, wróg monarchii i organizator nieudanego spisku na życie na Ludwika XIV (ur. 1602)

- data dzienna nieznana: 
  - Tan’yū Kanō, japoński malarz i jeden z najwybitniejszych przedstawicieli szkoły Kanō (ur. 1602)

## Święta ruchome
- Tłusty czwartek: 1 lutego
- Ostatki: 6 lutego
- Popielec: 7 lutego
- Niedziela Palmowa: 18 marca
- Wielki Czwartek: 22 marca
- Wielki Piątek: 23 marca
- Wielka Sobota: 24 marca
- Wielkanoc: 25 marca
- Poniedziałek Wielkanocny: 26 marca
- Wniebowstąpienie Pańskie: 3 maja
- Zesłanie Ducha Świętego: 13 maja
- Boże Ciało: 24 maja